# Orden de las Artes y las Letras de España
La Orden de las Artes y las Letras de España, establecida por el rey Juan Carlos I el 24 de julio de 2008, se concede tanto a personas físicas como jurídicas, nacionales o extranjeras, que se hayan distinguido en difusión de la cultura e imagen de España, a través de sus obras o activa participación en ámbitos relacionados con la creación artística o literaria.
Es otorgada por el rey de España mediante un real decreto, decidiendo las candidaturas propuestas el Ministerio de Cultura o departamento responsable de la acción cultural. Antes de su concesión es necesaria una deliberación del Gobierno y, en el caso de personas o corporaciones, instituciones, personas jurídicas, organismos o entidades públicas o privadas extranjeras, también una consulta al Ministerio de Asuntos Exteriores. La entrega de esta orden corresponde al titular del Ministerio de Cultura o departamento que haya asumido las funciones de este.
Esta orden cuenta con una única categoría y es de carácter meramente honorífico ya que no conlleva derecho económico alguno. Está regulada por el Real Decreto 1320/2008, de 24 de julio, y fue una iniciativa de César Antonio Molina, ministro de Cultura en aquella época (2008). Sus titulares llevan anexo el tratamiento de Excelentísimo o Excelentísima o Excelentísimo Señor o Excelentísima Señora.
La insignia de la orden, que no aparece descrita en su norma reguladora, consiste en una medalla de forma cuadrada pendiente de un cordón de color carmesí. Fue diseñada por Antoni Tàpies y el motivo de la misma posee el estilo característico de este artista al tratarse de una obra abstracta en la que se incluyen algunos signos.

## Condecorados
- 2008
  - Richard Serra[4]
- 2009
  - Zahi Hawass[5]
  - Claudio Magris[6]
  - Predrag Matvejevic[7]
  - Hans Magnus Enzensberger[8]
  - Dong Yanseng[9]
  - Jean-Claude Carrière[10]
  - Konstantinos Gavras[11]
  - Oscar Niemeyer[12]
  - Haruki Murakami[13]
- 2010
  - Metropolitan Museum of Art de Nueva York
  - Museo de Arte e Historia de Ginebra
  - Museos Reales de Bellas Artes de Bélgica
  - Museo del Louvre
  - National Gallery de Londres
  - Dirección de los Museos de Francia
  - Rijksmuseum
  - Tate Gallery de Londres
  - Wallace Collection de Londres
  - Joan Báez
  - Richard Peña
  - José Luis Sampedro
  - José Andrés
  - Barbara Probst Solomon
  - Luis Rojas Marcos

- 2011
  - Plácido Domingo
  - Jorge Semprún (A título póstumo)[14]
  - Hubert Taffin de Givenchy[15]

- 2011-2017
  - Sin concesiones

## Desposesión de distinciones
El agraciado con cualesquiera de las categorías que haya sido sentenciado por la comisión de un delito doloso o pública y notoriamente haya incurrido en actos contrario a las razones determinantes de la concesión de la distinción podrá, en virtud de expediente iniciado de oficio o por denuncia motivada, y con intervención del Fiscal de la Real Orden, ser desposeído del título correspondiente a la distinción concedida, decisión que corresponde a quien la otorgó.